# Bobby Steele
Bobby Steele (nacido como Robert Charles Kaufhold el 18 de marzo de 1956) es un músico de punk rock estadounidense. Es el actual guitarrista, compositor y único miembro original de la banda punk The Undead. Ha sido miembro de muchas otras bandas, sobre todo como el segundo guitarrista que tuvo The Misfits entre 1978 y 1980. Fue expulsado de la banda por Jerry Only y Glenn Danzig, y fue reemplazado por Paul Caiafa. 
Se casó con Diana Viar, quien se unió a The Undead en noviembre de 2014. Ambos están en la banda RIP que comenzó en 2013.

## Carrera
Steele creció en New Milford, Nueva Jersey y vivió allí hasta 1978, cuando se mudó a Manhattan. La casa en la que había vivido más tarde se convirtió en el estudio de grabación de los discos Post Mortem, un sello que fundó. Steele fue el guitarrista de Parrotox, Slash y The Whorelords antes de unirse a The Misfits en octubre de 1978. Mientras estuvo con The Misfits, toco la guitarra en los EPs Horror Business, Night of the Living Dead, 3 Hits from Hell, también se puede escuchar en Beware y los EP de Halloween, así como el álbum no oficial de Misfits 12 Hits from Hell en donde él grabó la guitarra en todas las canciones. Fue expulsado de Misfits en octubre de 1980 para luego ser reemplazado por el hermano menor de Jerry Only,  Doyle Wolfgang von Frankenstein. Steele luego de ser expulsado de la mencionada banda, en 1981 formó The Undead con Chris Natz y Patrick Blanck. La banda lanzó su EP debut, 9 Toes Later, en 1982, que Glenn Danzig ayudó a financiar. The Undead han sufrido muchos cambios de integrantes a lo largo de los años, Steele es el único miembro original que queda y el principal compositor de la banda.

## Polémica con 12 Hits From Hell
El 7 de agosto de 1980, The Misfits grabó 12 canciones en Master Sound Productions studios con la intención de lanzar un álbum completo con canciones nuevas y regrabadas.
Steele grabó la guitarra para todas las canciones pero fue expulsado de la banda en la mitad de la producción por parte de Glenn y especialmente de Jerry ya que él estaba preparando a su hermano menor Doyle para que entre a la banda.
La polémica surge cuando Jerry empezó a borrar toda participación alguna de Steele que tuvo en The Misfits de 1978 a 1980 y prácticamente borrarlo de la historia de la banda. 
En 2001, Caroline Records anunció que iba lanzar las sesiones perdidas de 1980 bajo el nombre 12 Hits From Hell. También anunció que habría sido incluida una toma alternativa de "London Dungeon" con solo la guitarra de Steele.
Glenn y Jerry abruptamente solicitaron detener la producción porque según ellos no les habían consultado nada, además de que a Glenn no le gustaba el arte y el empaque del disco.
Bobby Steele sintió que Jerry Only tenía una razón escondida detrás de su intención de remezclar los temas ya que siempre en alguna que otra entrevista cuando le preguntaban sobre Bobby este hablaba muy mal de él y además de que supuestamente no tocaba bien la guitarra.
Steele pensó que si el CD era lanzado como estaba, de una vez por todas se probaría que no era un mal guitarrista y si Jerry seguía con la idea de remezclar todos los temas, iba a borrar todas las pistas originales de Bobby y reemplazarlas por las pistas de Doyle que también grabó las suyas cuando Steele no estaba en el estudio de grabación.
Finalmente a causa de todas estas opiniones conflictivas, es poco probable que 12 Hits From Hell salga a la venta algún día, Sin embargo, gracias a los programas de música en línea como e-mule, LimeWire, Ares y Kazaa copias promocionales del álbum (con las pistas originales de Steele) se han distribuido por toda la Internet
Incluso el mismo Bobby Steele junto a su banda The Undead grabaron el disco 12 Hits From Hell a su manera y lo subieron a internet en el año 2007 el cual tuvo una muy buena acogida por parte de los fans y en la escena underground y así logró limpiar su nombre.

## Vida personal
Se casó con Diana Viar en noviembre de 2014 y ambos son miembros de The Undead hasta el día de hoy
Cuando era adolescente tuvo que usar un aparato ortopédico de metal para las piernas, que es como obtuvo su nombre.
Bobby nació con espina bífida, una afección espinal potencialmente mortal, luego quedó paralizado por un tumor espinal, pero se recuperó, y luego contrajo polio, lo que lo dejó con una cojera y a causa de esto debe movilizarse con la ayuda de un bastón, esto para nada le ha impedido hacer presentaciones en vivo. 
Steele también es un gran defensor de la marihuana medicinal, ya que fumarla alivia el dolor constante que siente debido a su afección espinal.
En su juventud tuvo muchos problemas de adicción a sustancias y esto le afecto mucho a lo largo de su carrera, ya se encuentra completamente rehabilitado.

## Discografía con The Misfits
- Horror Business (1979) – EP
- Night of the Living Dead (1979) – Sencillo
- Beware ( Guitarra en "Horror Business", "Teenagers From Mars", y  "Last Caress") (1980) – EP
- 3 Hits from Hell (en "London Dungeon") (1981) – EP
- Halloween (en "Halloween II") (1981) – Sencillo
- 12 Hits from Hell (Guitarra en todas las canciones) (Álbum no oficial) (Grabado en 1980 pero "publicado" 2001) – LP

## Discografía con The Undead
- Never Say Die (1986) – LP, casete
- Act Your Rage (1989) – LP, casete
- Dawn Of The Undead (1991) – LP, CD, casete
- Live Slayer (1992) – LP, CD, casete
- The Undead (1995) – casete
- Til Death (1998) – LP, CD
- Still The Undead After All These Years (2007) – CD, LP
- 12 Hits From Hell - Uncovered (2007) - solo en internet y recientemente en Spotify
- Bobby (aka Bobby Steele) (2009)- LP, CD
- The Morgue The Merrier (2015)- CD, LP

#### EPs
- 9 Toes Later (1982)  EP
- Times Square (2000)  EP
- Third World U S A (2002) EP
- Rockn'Roll Whore (2002) EP
- Be My Ghoul Tonight (2003) EP
- I Made a Monster (2009)  EP
- Having An Undead Summer (2017) EP

#### Sencillos
- Verbal Abuse (1983) – Sencillo de 7 pulgadas
- Never Say Die (1985) – Sencillo de 7 pulgadas
- Invisible Man (1992) – Sencillo de 7 pulgadas
- Evening Of Desire (1992) – Sencillo de 12 pulgadas
- There's A Riot In Tompkins Square (1993) – Sencillo de 7 pulgadas
- Halloween- (2007)- Cover de Misfits